# Pușkin pe malul Mării Negre
Pușkin pe malul Mării Negre (în rusă Пушкин на берегу Чёрного моря, transliterat: Pușkin na beregu Ciornogo morea) este o pictură în ulei realizată în anul 1887 de pictorul rus Ivan Aivazovski. Acest tablou se află expus la Muzeul de Artă V.V. Vereșciaghin din orașul Mîkolaiv (Ucraina).

## Istoria picturii

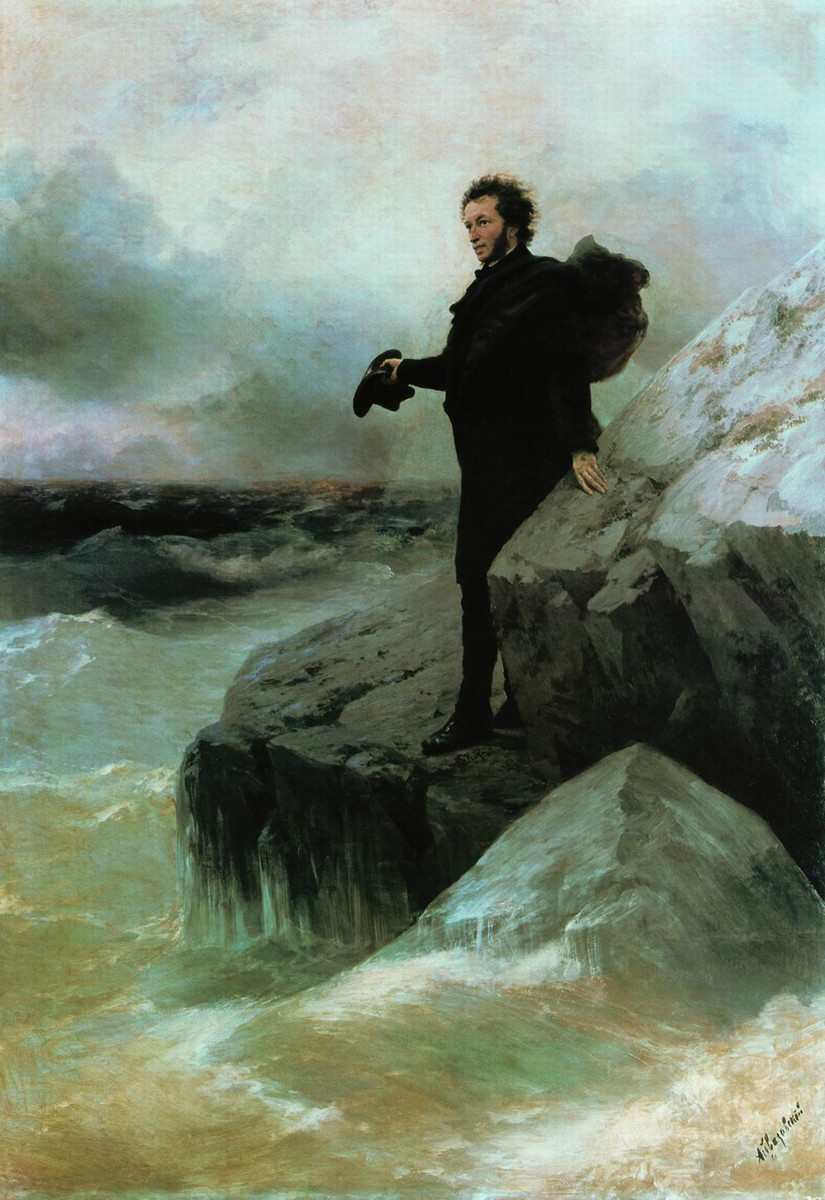
Puşkin luându-şi adio de la mare

În 1836, cu prilejul uneia dintre expozițiile sale de la Sankt Petersburg, tânărul pictor Aivazovski s-a întâlnit cu marele poet rus Aleksandr Pușkin. Aivazovski a respectat întotdeauna activitatea poetului și chiar i-a admirat talentul, iar întâlnirea personală a devenit o sursă de inspirație pentru artist. În anul 1880 Aivazovski a creat chiar și o serie de lucrări pe care le-a dedicat lui Pușkin.
Pictura Pușkin pe malul Mării Negre a fost realizată de Aivazovski cu ocazia comemorării a 50 de ani de la moartea poetului, ca și o altă pictură, mai celebră, a poetului - Pușkin luându-și adio de la mare, pe care Aivazovski a pictat-o împreună cu Ilia Repin. (Repin a pictat figura poetului, iar Aivazovski peisajul).
Ambele picturi se referă la poemul „La mare” al lui Pușkin (în rusă К морю).

## Expunere și restaurare
Artistul a donat pictura Muzeului Academiei de Arte, care, la rândul ei, a dăruit-o Muzeului de Artă „V.V. Vereșciaghin” din orașul Mîkolaiv, unde se află și în prezent. Tabloul a fost grav deteriorat în timpul celui de-al doilea război mondial, fiind găsit într-o stare groaznică de către artistul P.P. Stepanenko și restaurat în 1946 de artistul restaurator Nevkrîtîm. El a fost restaurat În cele din urmă a fost restaurată în 2003 de N.F. Titov.